# Andreas Scheuer
Andreas Scheuer (ur. 26 września 1974 w Pasawie) – niemiecki polityk, działacz Unii Chrześcijańsko-Społecznej (CSU) i jej sekretarz generalny, poseł do Bundestagu, minister transportu (2018–2021).

## Życiorys
W 1994 zdał maturę w Gymnasium Leopoldinum w Pasawie. W 1998 ukończył studia pedagogiczne, a w 2001 uzyskał magisterium z nauk politycznych, ekonomii i socjologii na Uniwersytecie w Pasawie, doktoryzował się w 2004 na Uniwersytecie Karola w Pradze. W 2014 zarzucono mu plagiat pracy doktorskiej. W umorzonym postępowaniu stwierdzono niewielki zakres uchybień, sam Andreas Scheuer zaniechał jednak używania dotychczasowej tytulatury.
Od 1994 członek Unii Chrześcijańsko-Społecznej i chadeckiej młodzieżówki Junge Union. Przewodniczył JU w rodzinnej miejscowości, a także zasiadał we władzach krajowych tej organizacji. Pod koniec lat 90. pracował w gabinecie premiera Bawarii Edmunda Stoibera. W 2002 został wybrany na radnego Pasawy.
Również w 2002 po raz pierwszy uzyskał mandat deputowanego do Bundestagu. Z powodzeniem ubiegał się o reelekcję w wyborach w 2005, 2009, 2013, 2017 i 2021. W 2013 powołany na sekretarza generalnego CSU, pełnił tę funkcję do 2018. W marcu tegoż roku objął stanowisko ministra transportu i infrastruktury cyfrowej w czwartym rządzie Angeli Merkel. Urząd ten sprawował do grudnia 2021. Wiosną 2024 zrezygnował z zasiadania w niemieckim parlamencie.